# 住友共同電力
住友共同電力株式会社（すみともきょうどうでんりょく、Sumitomo Joint Electric Power Co., Ltd.）は、愛媛県新居浜市に本社を置く電力会社。新居浜市・西条市に所在する住友グループ系の企業や工場などに対し電気や蒸気、CO2を供給している。

## 沿革
- 1919年 - 「土佐吉野川水力電気株式会社」を設立。
- 1922年 - 四阪島への電力供給の為、全長約20ｋｍの世界最長の海底ケーブルを敷設。
- 1927年 - 別子鉱業所所有の端出場・大保木(おおふき)両水力発電所、新居浜火力発電所等の自家用電気設備を譲り受け、電気供給事業を開始。
- 1934年 - 「四国中央電力株式会社」に改称。
- 1943年 - 「住友共同電力株式会社」に改称。
- 1959年 - 新居浜西火力発電所1号機の営業運転開始。
- 1962年 - 新居浜西火力発電所2号機の営業運転開始。
- 1963年 - 蒸気供給事業を開始。
- 1969年 - 新居浜東火力発電所1号機の営業運転開始。
- 1974年 - 株式会社住共クリーンセンター（現：株式会社住共クリエイトサービスセンター）設立。
- 1975年 - 壬生川火力発電所1号機の営業運転開始。
- 1983年 - 住友石炭・住友化学と共同出資で新居浜コールセンター株式会社設立。
- 1987年 - 住共エンジニアリング株式会社設立
- 1989年 - 日通工と共同出資でエス・エヌ・ケー株式会社設立。
- 2003年 - 特定電気事業による新居浜市別子山村地区への電力の供給開始。
- 2006年 - 新居浜東火力発電所2号機の営業運転開始。
- 2008年 - 新居浜西火力発電所3号機の営業運転開始。住友林業、フルハシEPOと共同出資で川崎バイオマス発電株式会社設立。
- 2012年 - 住共クリーンセンター、ゼロテクノと共同出資で株式会社ゼロテクノ四国設立。
- 2013年 - 住友林業と共同出資で紋別バイオマス発電株式会社設立。
- 2022年 - 新居浜北火力発電所の営業運転開始。

## 発電所

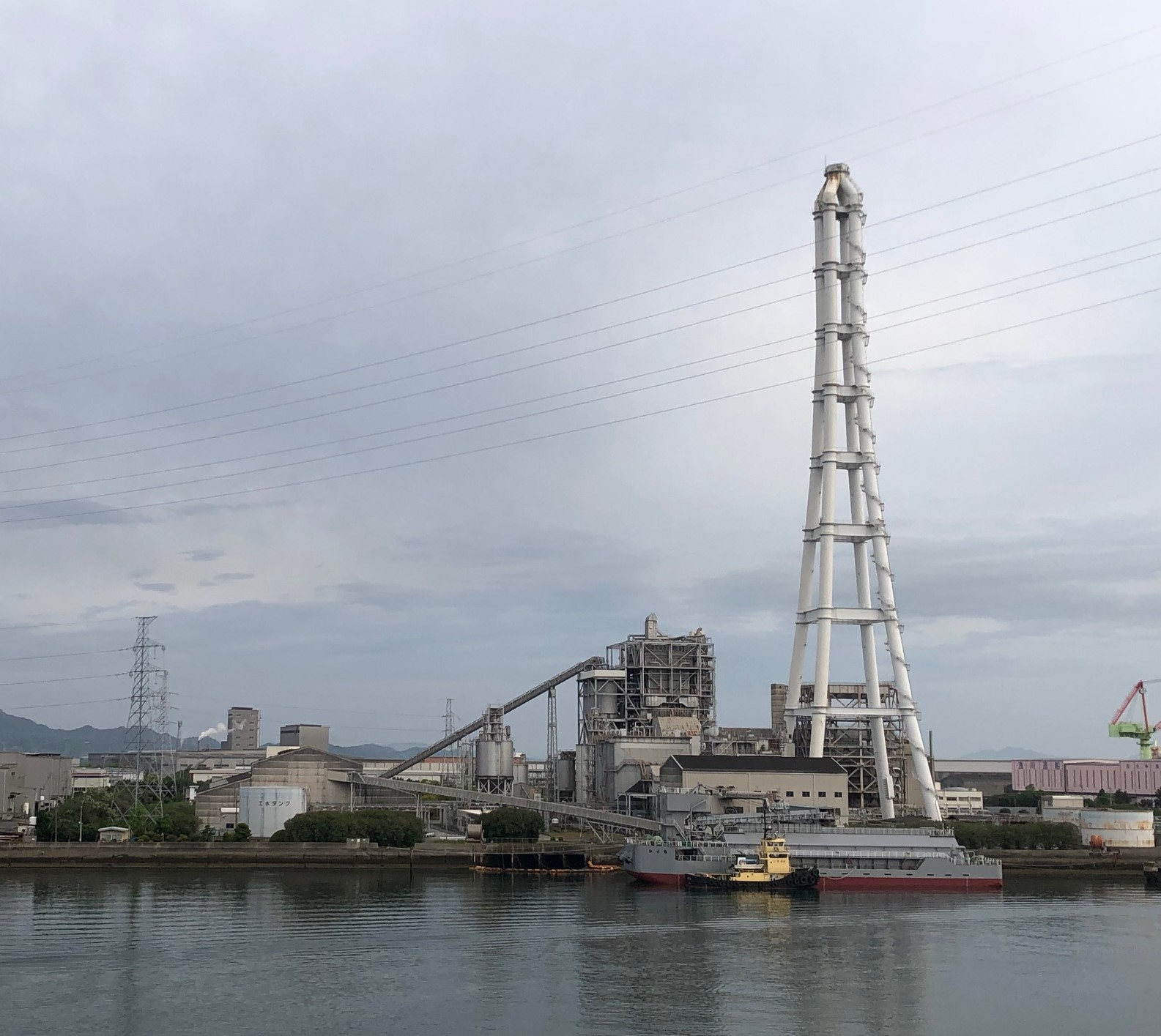
壬生川火力発電所

- 水力発電所
  - 東平発電所（愛媛県新居浜市）
  - 山根発電所（愛媛県新居浜市）
  - 別子山発電所（愛媛県新居浜市）
  - 小美野発電所（愛媛県新居浜市）
  - 大保木発電所（愛媛県西条市）
  - 兎之山発電所（愛媛県西条市）
  - 黒瀬発電所（愛媛県西条市）
  - 高藪発電所（高知県）
  - 仙頭発電所（高知県）
  - 川口発電所（高知県）
  - 五王堂発電所（高知県）

- 火力発電所
  - 新居浜西火力発電所 （愛媛県新居浜市）
  - 新居浜東火力発電所 （愛媛県新居浜市）
  - 新居浜北火力発電所（愛媛県新居浜市）
  - 壬生川火力発電所 （愛媛県西条市）

## 事業所
- 本社 - 愛媛県新居浜市磯浦町16番5号
- 東京事務所 - 神奈川県川崎市川崎区扇町12番6号 川崎バイオマス発電所内

## 供給先
- 西条市・新居浜市の住友グループ系企業･事業所
- 新居浜市別子山村地区（以前は森林組合が供給を行っていた）
- 四国電力
- 日本卸電力取引所
- サミットエナジー

## グループ会社
- 川崎バイオマス発電株式会社（発電事業）
- 住共エンジニアリング株式会社（エンジニアリング事業）
- 株式会社住共クリエイトサービスセンター（石炭灰の有効利用、木くず破砕処理・木質バイオマス燃料製造など）
- 紋別バイオマス発電株式会社（発電事業）